# Yasmani Copello
Yasmani Copello (La Habana, Cuba, 15 de abril de 1987) es un atleta nacido cubano nacionalizado turco, subcampeón del mundo en 2017 en la prueba de 400 metros vallas.

## Carrera deportiva
Yasmani Copello comenzó en atletismo a la edad de 12 años, sobre el año 1999, bajo la formación de Omar Demistocle González Ortiz, quien posteriormente lo llevó a la élite.
En tres meses se hizo subcampeón provincial de categorías infantiles en la capital de Cuba ,lo cual daba indicios de su talento como atleta. 
Yasmani tuvo un desarrollo biológico tardío, pero fue detectada y enfocado para que el atleta  no abandonara la práctica deportiva. A la edad de 19 años vio su primer gran salto a la élite al proclamarse campeón nacional de Cuba en Categoría júnior en los 400 vallas con 51,80 y cuarto puesto en los 400 metros con 48.00, obteniendo la marca para asistir al mundial júnior del año 2006. No asistió a su primer campeonato mundial por políticas internas en el país.
Después de ese resultado Yasmani fue elegido para la selección nacional absoluta de 400 vallas de Cuba en octubre de 2006. Después de la presión de su entrenador pudo estar en la selección apenas 2 meses. También por políticas internas, Yasmani fue privado de entrenar con su entrenador habitual.
Aplicando la estrategia piramidal hasta aquel entonces, sistema que a pesar del trabajo fenomenal que se realiza en la base, opaca bastante los resultados en categorías posteriores en atletas destacados de categorías escolares y júnior, labor realizada por los llamados entrenadores de base, Yasmani entonces, pasa a entrenar con el entrenador en plantilla para esa disciplina en la selección nacional.
En el 2010 le dan baja de la selección nacional apenas con veinticuatro años y apoyado por su entrenador intentó ponerse nuevamente en la élite a partir de un nuevo proyecto, fuera de su país natal.
En España comienza un nuevo proyecto en verano del 2011, logrando resultados discretos en algunos encuentros a través de Europa, dándole servicios al Club playas de Castellón. Su última competición de la temporada se iba a realizar en el meeting gran Prix de Rabat en Marruecos pero no pudo asistir.
La temporada 2011/2012 no fue buena, producto de lecciones apenas corrió en tres competiciones y, aunque las ganó, las marcas estuvieron cerca de los 50.00, no siendo válidas para estar en la élite mundial.
En la temporada 2012-2013, Yasmani logra la segunda mejor marca de por vida en la distancia de 400 valla en pista cubierta detrás del dominicano Félix Sánchez, igualando su mejor marca realizada en pista cubierta con la de aire libre. Por circunstancias que estaban sucediendo en el Club que representaba (Playas de Castellón) decide abandonar ese club y a su entrenador de toda la vida por una propuesta realizada por su mánager de aquel entonces por un Club en Turquía.
La temporada estival en el 2013 no fue tan buena como la de aire libre.
Su entrenador actual es Massimo Matrone.
En los Europeos de 2016 Yasmani Copello se proclamó campeón de Europa en los 400 vallas.
En los JJ. OO. de Río 2016 gana la medalla de bronce en 400 m vallas, quedando tras el estadounidense Kerron Clement (plata) y el keniano Boniface Mucheru Tumuti (plata).
En el Mundial de Londres 2017 gana la medalla de plata en la misma prueba tras el noruego Karsten Warholm y por delante del estadounidense Kerron Clement.
Yasmani posee 3 méritos importante, difíciles de alcanzar por cualquier atleta: el europeo, el mundial y olímpico.